# هيو هاوي
هيو هاوي (بالإنجليزية: Hugh Howey)‏ (23 يونيو 1975، مونرو في الولايات المتحدة)؛ كاتب وروائي أمريكي.